# ملعب تيدي
ملعب إتستاديون تيدي (بالعبرية:אצטדיון טדי) هو أكبر ملاعب كرة قدم في إسرائيل ، ويقع في القدس ، ويتسع نحو 34.000 ألف متفرج ، أستضاف الملعب لبطولة يورو 2013 للشباب.

## التاريخ
أقيم ملعب تيدي في القدس على أنقاض قرية المالحة الفلسطينية التي هجَّرت العصابات الصيهونية أهلَها عام 1948.

## صور

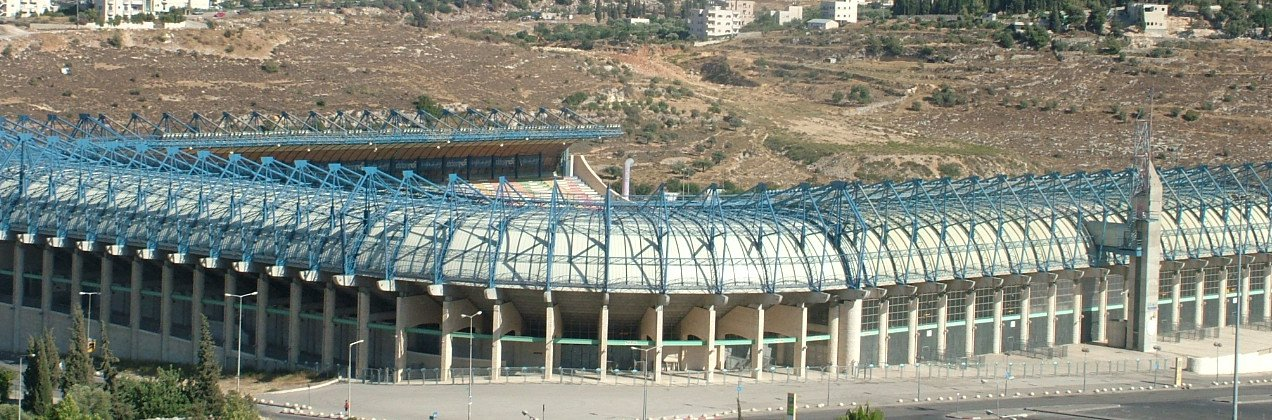
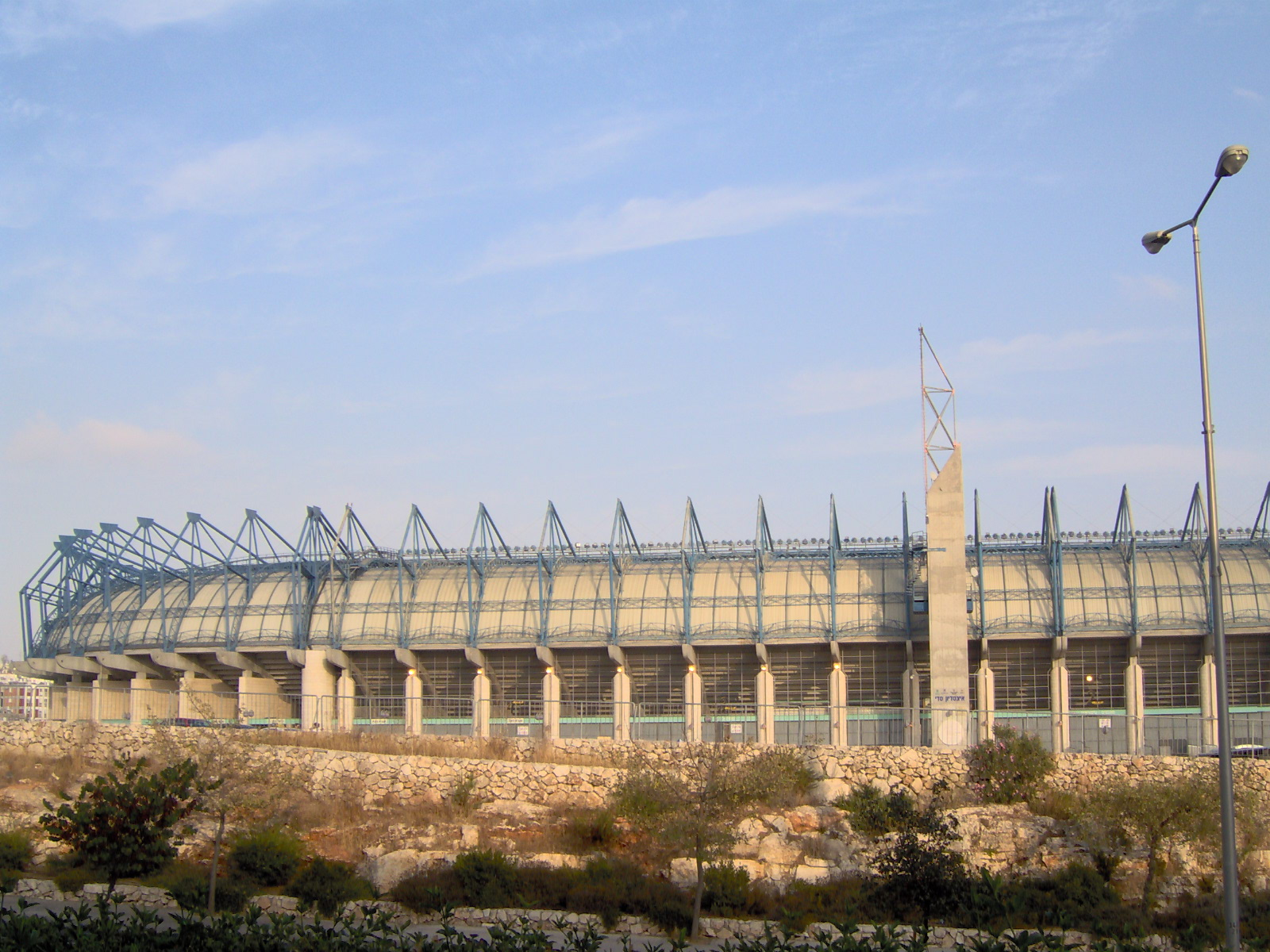
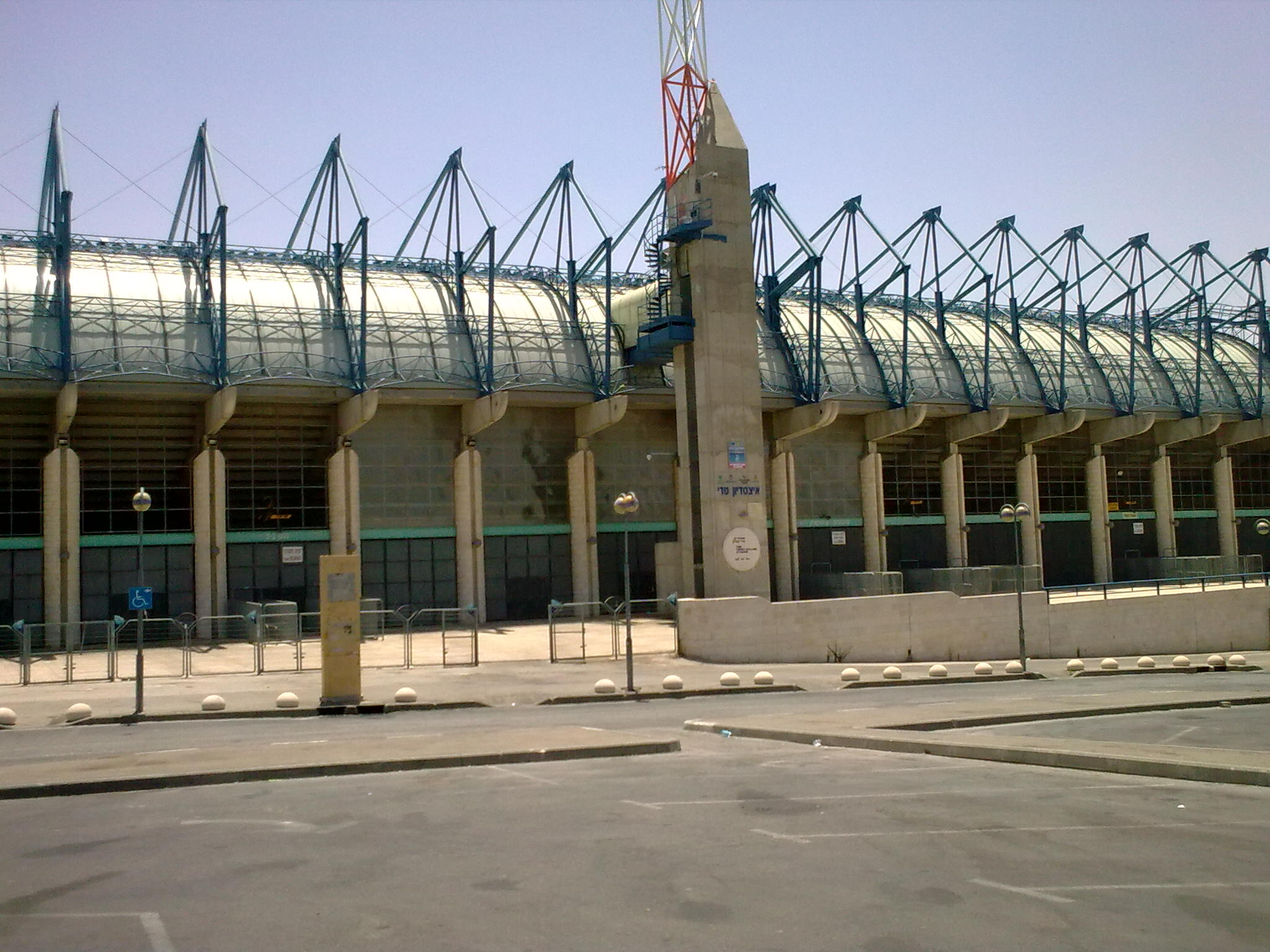
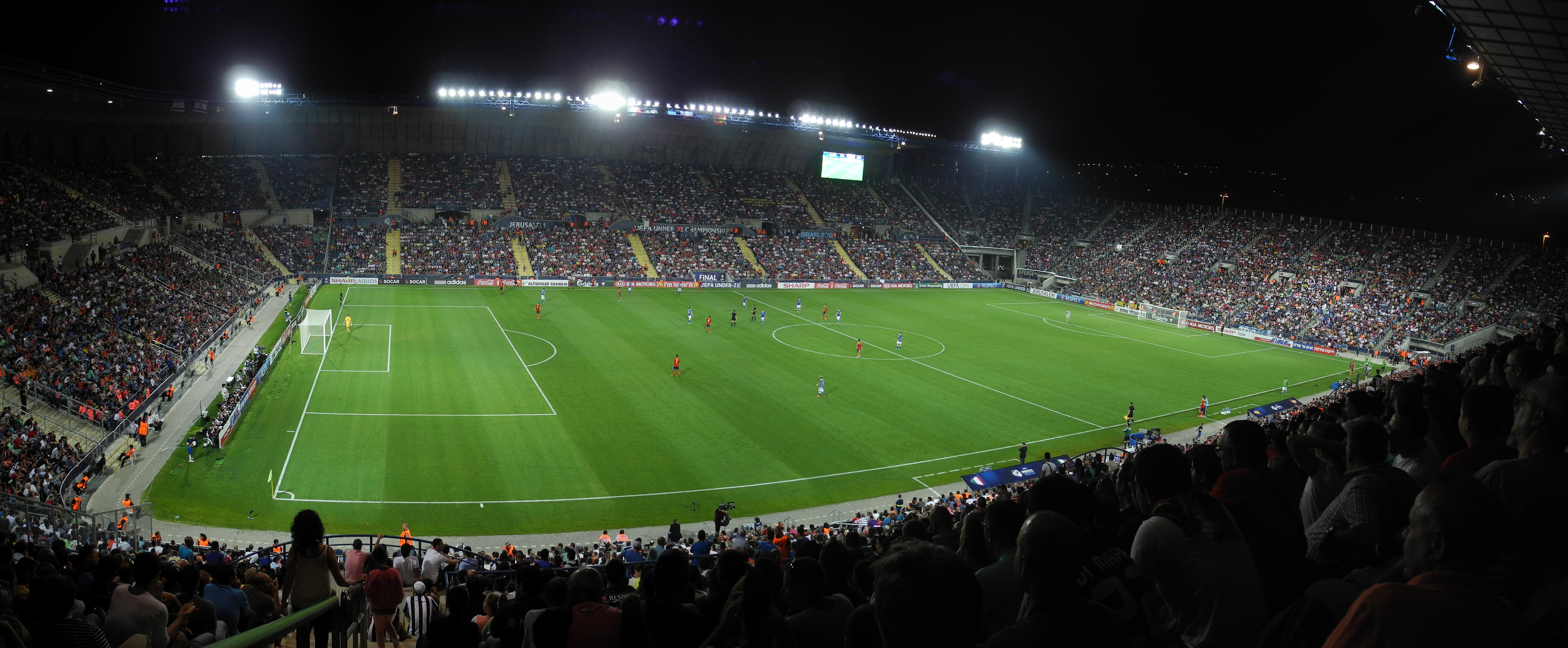